# Grenoble
Grenoble (AFI: [ɡreˈnɔbl], in francese [ɡʁəˈnɔbl] ; in arpitano Grenoblo) è un comune francese di 158 240 abitanti della Francia sud-orientale, capoluogo del dipartimento dell'Isère e antica capitale del Delfinato.
Terzo comune per popolazione della regione Alvernia-Rodano-Alpi, dietro a Lione e Saint-Étienne, si trova al centro della seconda agglomerazione urbana della regione dopo quella di Lione: la metropoli di Grenoble-Alpi conta infatti quasi 440 000 abitanti. Grenoble è anche il sedicesimo comune francese per popolazione nonché la più grande metropoli alpina, davanti a Innsbruck, primato che le ha valso il nomignolo di "capitale delle Alpi". L'area urbana, invece, con i suoi 675 122 abitanti, è l'undicesima di Francia (dati 2011).
La città ha oltre 2000 anni di storia. In epoca gallo-romana il borgo gallico era noto con il nome di Cularo, in seguito ribattezzato Gratianopolis. La sua importanza crebbe durante l'XI secolo, quando i conti d'Albon scelsero la città come capitale della loro provincia, il Delfinato. Questo status, consolidatosi in seguito all'annessione alla Francia, le permise di sviluppare la propria economia: Grenoble divenne quindi una città parlamentare e militare, alla frontiera con la Savoia. I suoi abitanti, chiamati Grenoblois in lingua francese, si sono distinti in svariate vicende che hanno coinvolto la Francia, dalle Grandi Guerre d'Italia, alla Rivoluzione francese, fino alla seconda guerra mondiale. La città è stata anche teatro di svariati progressi in ambito sociale e scientifico.
Grazie allo sviluppo industriale, iniziato nel XVIII secolo con la rinomata industria guantaria, accentuatosi nella seconda parte del XIX secolo con la "scoperta" dell'energia idroelettrica, Grenoble ha visto a poco a poco aumentare la propria importanza, con una crescita particolarmente accentuata durante il boom economico francese degli anni 1945-1975, periodo detto comunemente i Trenta gloriosi (les Trente Glorieuses): i giochi olimpici invernali del 1968 sono diventati il simbolo cittadino di questo periodo di grande trasformazione urbana e sociale. Proseguendo ancora oggi sulla via dello sviluppo, Grenoble si configura come un grande centro scientifico europeo.
Nel 2022 Grenoble ha ricevuto il premio di Capitale verde europea.

## Geografia fisica

### Territorio

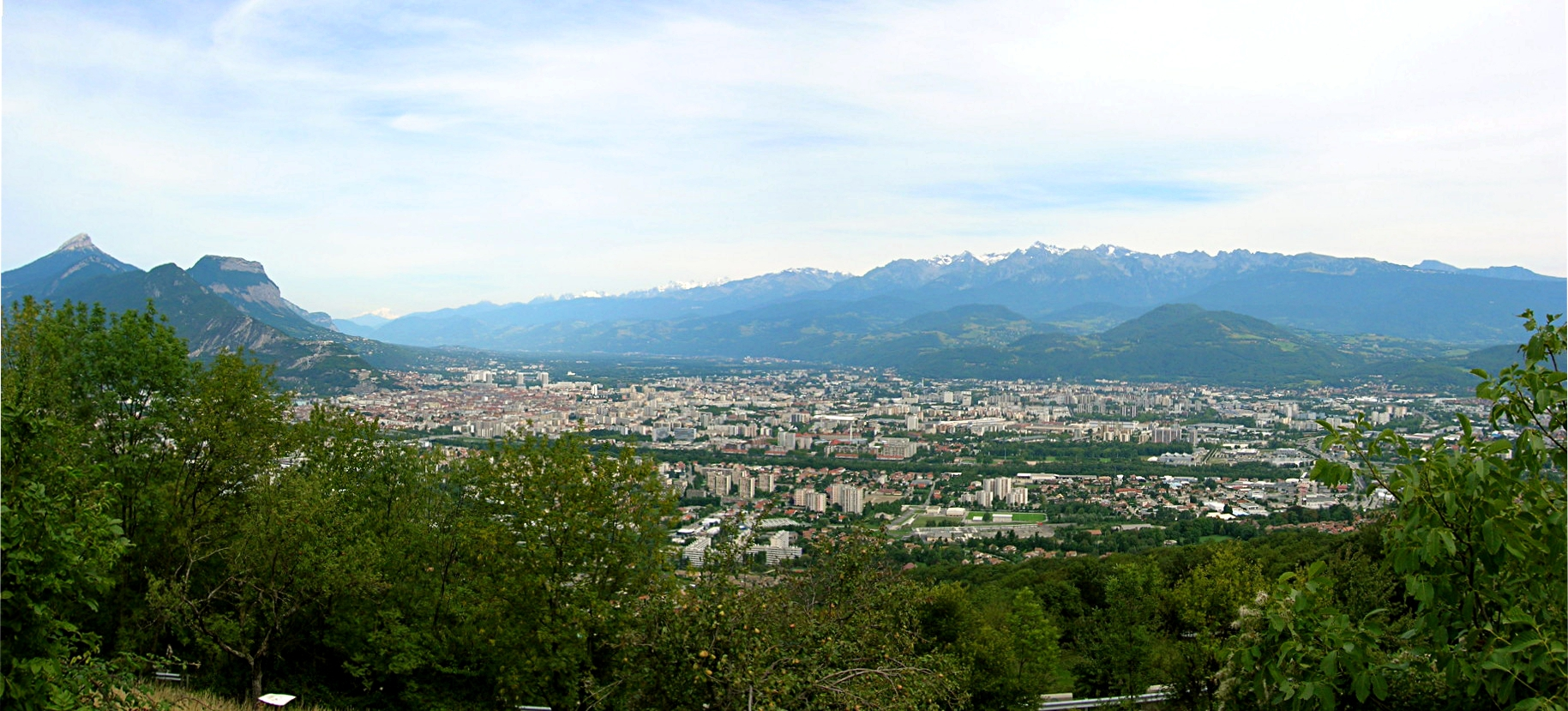
Vista dell'agglomerazione di Grenoble dalle prime pendici del Vercors, si notino a sinistra la parte meridionale della Chartreuse e a destra la catena di Belledonne.

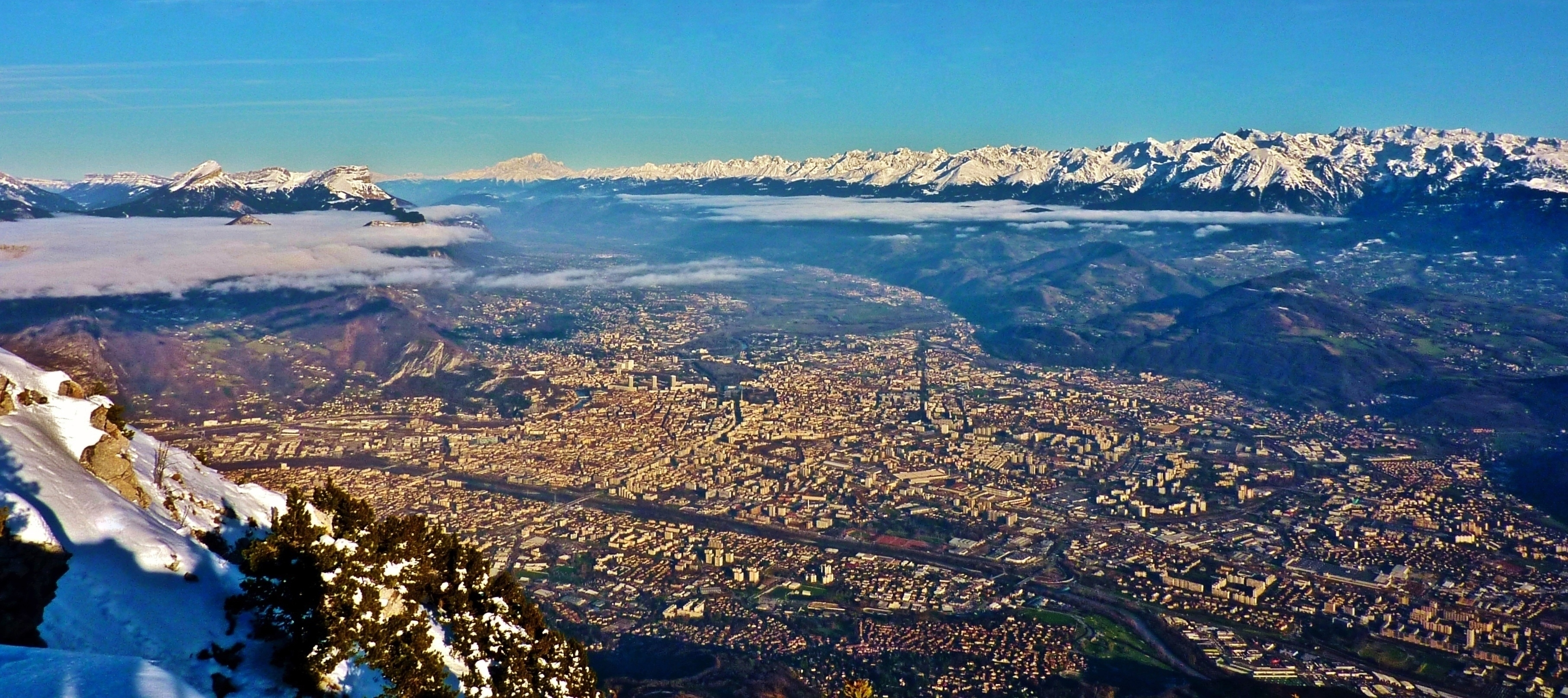
Panorama generale dell'agglomerazione dalla cima del Moucherotte, con la linea del corso del Drac in basso, la valle dell'Isère in alto, il Monte Bianco in lontananza e a destra la catena di Belledonne.

Il comune di Grenoble si sviluppa in una piana al centro di tre massicci: il massiccio del Vercors a sud-ovest, quello della Chartreuse a nord e la catena di Belledonne ad est; approssimativamente si trova al centro della parte francese delle Alpi.
Questa prossimità con le montagne fece dire allo scrittore francese Stendhal: «All'estremità di ogni via, una montagna».
Grenoble si situa nella parte sud-est del territorio francese, a una distanza relativamente ridotta dall'Italia (in linea d'aria 70 km circa) e dalla Svizzera (in linea d'aria 110 km).
L'agglomerazione di Grenoble si trova lungo l'asse del Solco alpino, che si estende da Valence, nel Drôme, fino a Ginevra, in Svizzera, e che comprende anche le cittadine di Chambéry, Annecy, Aix-les-Bains, Voiron e Romans-sur-Isère.
Benché si trovi attualmente alla confluenza dei fiumi Isère e Drac, la città in origine fu costruita a livello dei contrafforti della Bastiglia, su un leggero tumulo presente sulla riva sinistra dell'Isère, nel punto più facilmente sormontabile ed edificabile e che allo stesso tempo permettesse di accogliere un ponte prima della confluenza tra i due corsi d'acqua: l'Isère aveva scavato il proprio letto battendo contro lo sperone meridionale del Monte Rachais per poi proseguire il suo corso verso ovest perdendosi in numerosi meandri.
Allo stesso modo, i villaggi dei dintorni cittadini furono costruiti al riparo delle inondazioni, sui pendii dei tre massicci. È solo con la canalizzazione degli alvei fluviali che la città di Grenoble poté espandersi verso il resto della pianura.
Dal punto di vista topografico, il chilometro zero da cui parte il chilometraggio si trova sul ponte di via Marius Gontard. In linea d'aria, Grenoble si trova a 47 km da Chambéry, a 71 km da Valence, a 73 km da Gap, a 92 km da Vienne, a 97 km da Lione, a 122 km da Ginevra, a 154 km da Torino, a 204 km da Nizza, a 211 km da Marsiglia e a 483 km da Parigi.
Dal punto di vista del trasporto su gomma, invece, Grenoble si trova a 224 km da Torino, a 320 km da Nizza e a 547 km da Parigi.

### Geologia e idrologia

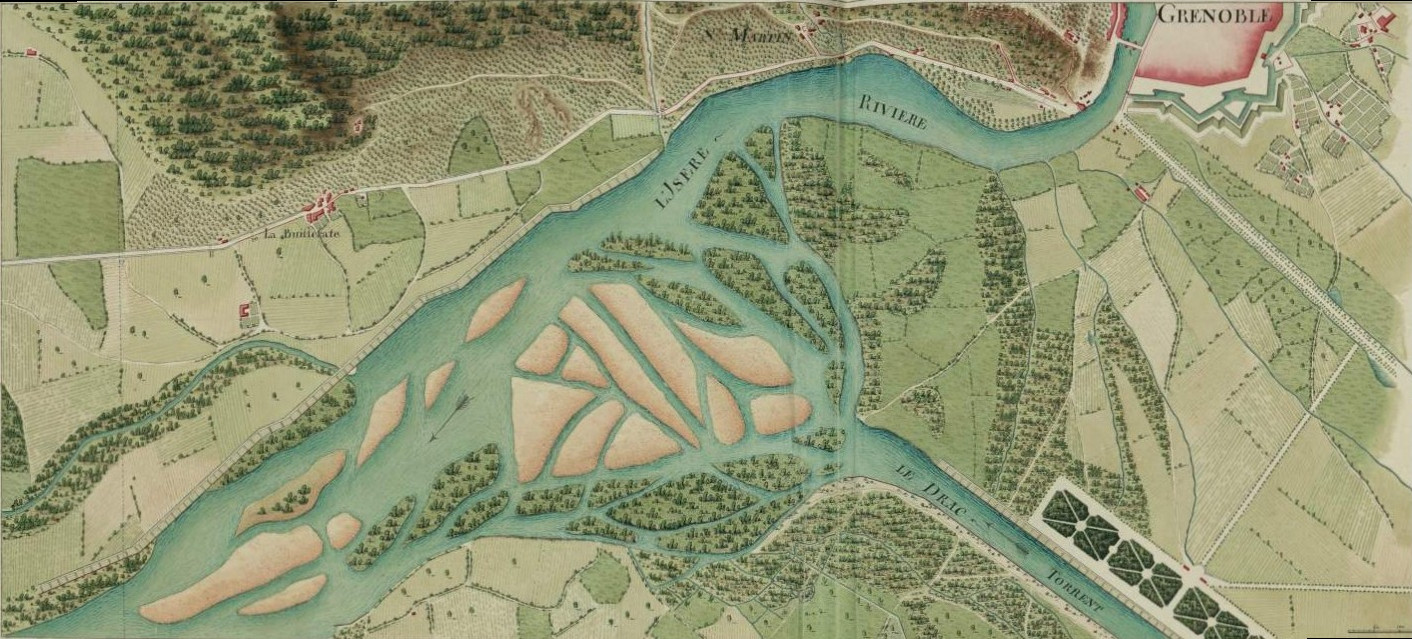
La confluenza tra il Drac e l'Isère nell'Atlante di Trudaine, del XVIII secolo.

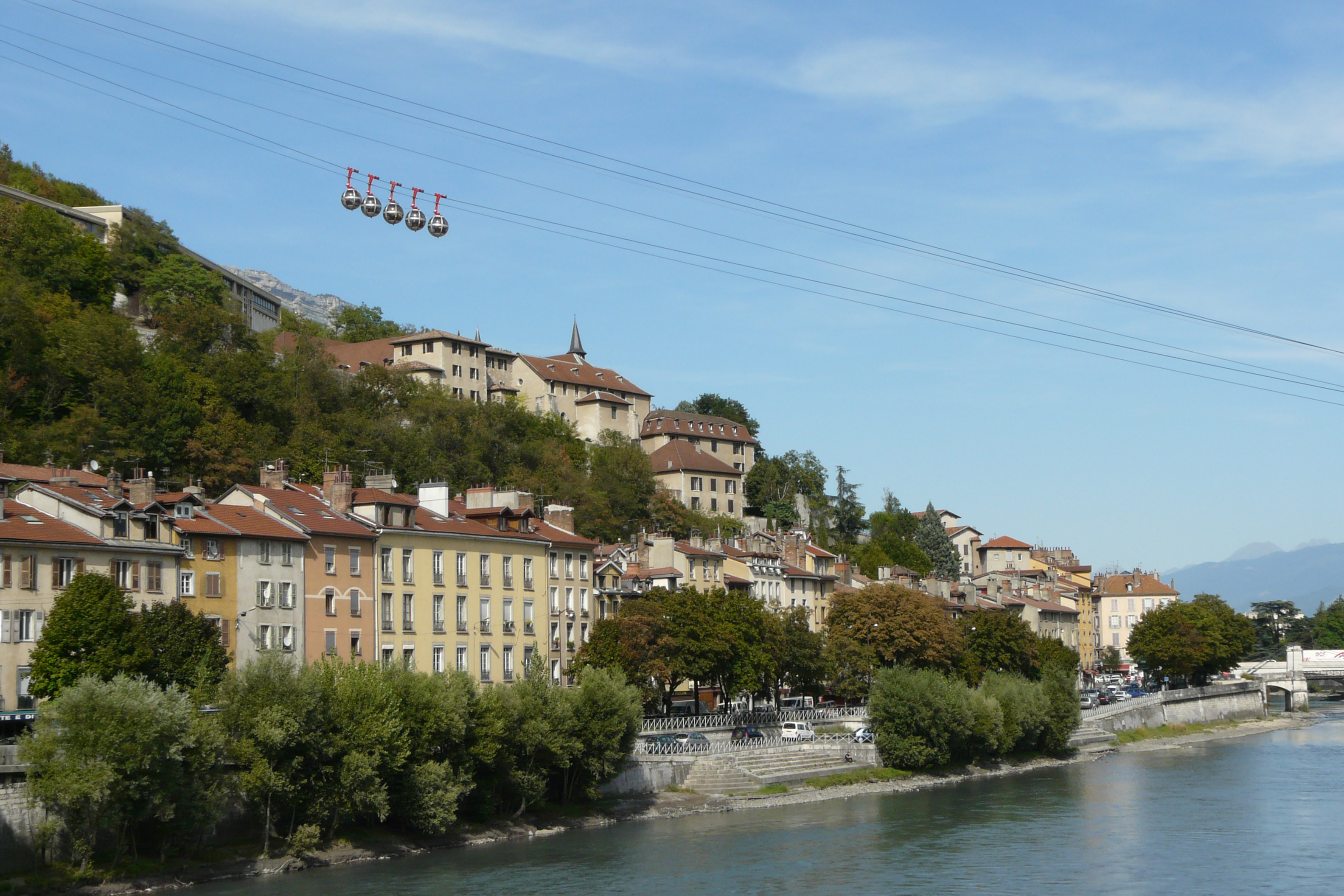
Lungofiume dell'Isère ai piedi della Bastiglia.

L'agglomerato urbano si espande principalmente nella pianura formata dalla confluenza tra l'Isère e il Drac, ossia nelle valli dell'Isère, del Drac e del Grésivaudan, a formare una Y detta Y grenoblois, al cui centro si trova la città, coprendo la piana che si insinua tra i massicci della Chartreuse, di Belledonne e del Vercors.
Questa conformazione peculiare ci permette di definire la valle di Grenoble come cuvette grenobloise, ossia una valle particolarmente piatta di origine glaciale la quale, nonostante la posizione alpina, fa di Grenoble la città più piatta di Francia e tra le più piatte d'Europa, l'ideale per gli spostamenti in bicicletta.
25 000 anni fa, la fusione del ghiacciaio dell'Isère porta alla creazione d'un grande lago che perdura per oltre 10 000 anni dando vita a un bacino lacustre wurmiano. Questo primitivo lago glaciale, ritirandosi, ha lasciato un notevole numero di corsi d'acqua emersi a seguito della sua progressiva scomparsa.
Ancora nel XVII secolo, quando il Drac non era ancora canalizzato, raggiungeva l'Isère in più punti diramandosi in numerosi meandri, verso l'attuale ponte della Porta di Francia. Il resto della piana, sottomesso ad inondazioni frequenti dell'uno e dell'altro corso d'acqua, si dividevano in paludi, coltivi e pascoli poveri. Nel corso dei secoli, la lotta degli abitanti per governare i due fiumi ha dato vita al simbolo de "il serpente e il dragone": il Drac, il drago, draco in lingua latina, era un torrente dalle inondazioni violente e repentine, prima della costruzione delle dighe per l'idroelettrico, mentre l'Isère, che forma numerose volute nella piana del Grésivaudan, è il serpente della mitologia locale.
Ancora oggi, il rapporto con l'acqua è particolare dato che alcune falde fratiche (nappes phréatiques) si trovano a meno di due metri dalla superficie, obbligando le nuove costruzioni a dotarsi di fondazioni speciali e rendendo qualunque progetto di trasporto sotterraneo irrealistico a ragione del costo finanziario che comporterebbe.

### Orografia
L'altitudine di Grenoble varia tra i 204 m s.l.m. e i 600 m s.l.m.; il comune si trova a 212 m di quota. La città è dominata dalla Bastiglia, un'antica fortezza difensiva costruita su un rilievo a circa 475 m s.l.m., accessibile dal centro cittadino con la funivia di Grenoble Bastille, le cui cabine sono comunemente chiamate "les bulles" e sono divenute uno dei simboli cittadini.

### Clima

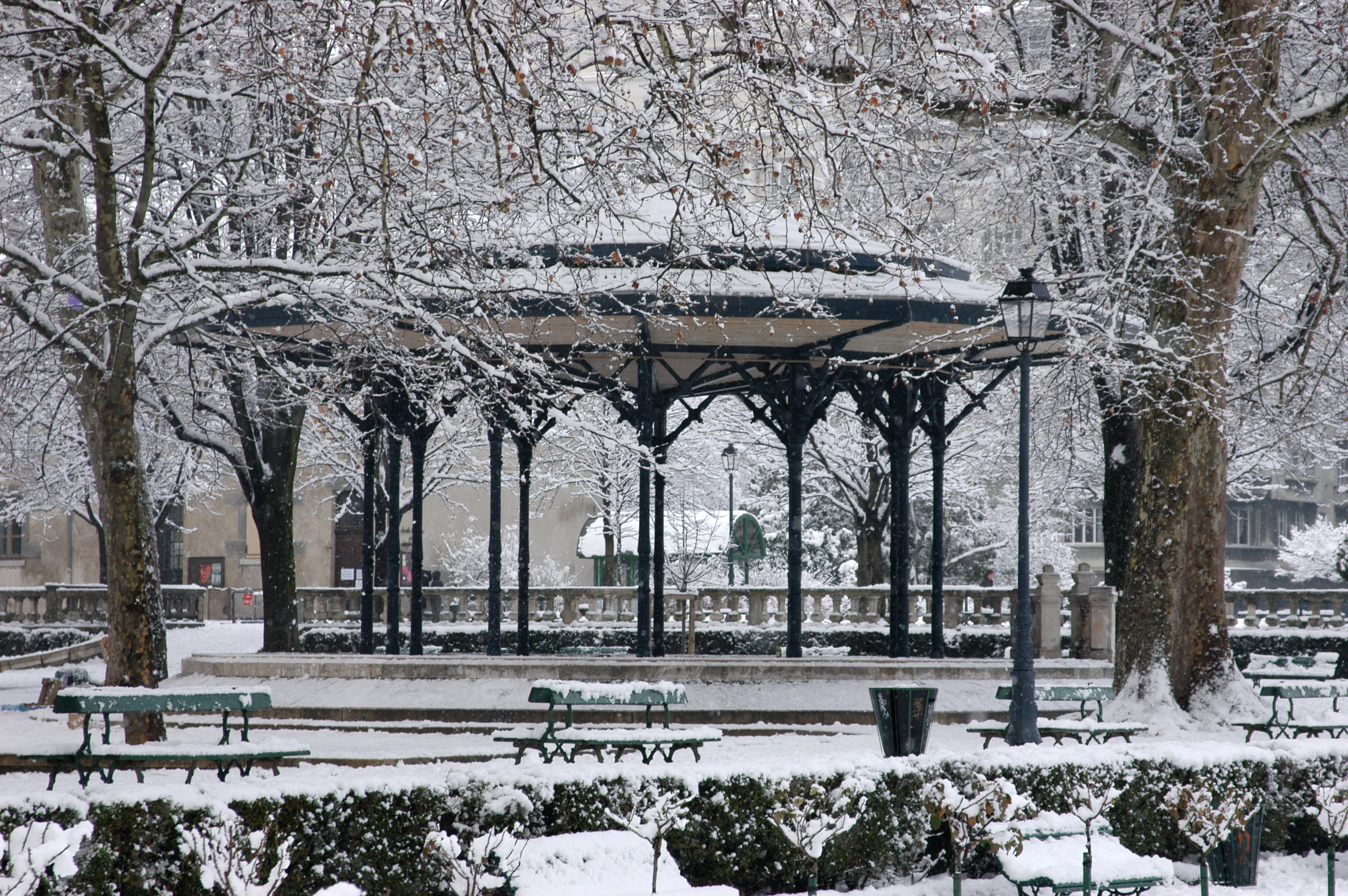
Foto del chiosco del jardin de ville sotto la neve.

Il clima di Grenoble e dintorni è piuttosto atipico: come per la vasta area del sud-est della Francia, si tratta di un clima semi-oceanico e semi-continentale, ma presenta anche una tendenza al clima mediterraneo, con precipitazioni estive molto più deboli che in inverno. Tuttavia, l'ambiente alpino circostante influenza a sua volta il clima, con temporali frequenti e condizioni meteorologiche molto variabili nell'arco della giornata, nonostante l'altitudine relativamente modesta della città che è in media di 213 m s.l.m..
La corona di montagne frena i venti e diminuisce il loro effetto regolatore, tanto che l'escursione termica annuale è tra le più elevate di Francia, con una differenza di 19 °C tra gennaio e luglio. Allo stesso modo, l'escursione termica giornaliera è più marcata che altrove a causa delle cime che circondano la città: esse favoriscono un innalzamento delle temperature rapido con il sole durante il giorno e permettono, durante la notte, un raffreddamento più efficiente. 
Per questi motivi, in inverno le temperature sono tra le più basse della Francia ma, in estate, la città è tra le più calde del paese, raggiungendo gli oltre 35 °C ogni anno, temperatura che generalmente si mantiene per alcuni giorni consecutivi. Tra le annate più calde si ricordano il 2003, il 2006, e tutti gli anni tra il 2009 e il 2013.
Grazie all'ambiente montagnoso, si osservano lunghi periodi soleggiati sul bacino di Grenoble: le montagne limitano l'arrivo delle perturbazioni o delle nuvole basse, la cui formazione è interrotta dalle forti precipitazioni che cercano di spostarsi dai massicci confinanti. Di fatto, i massicci alpini formano una barriera ai venti occidentali piovosi, esacerbando in questo modo le precipitazioni che raggiungono quasi un metro all'anno sulla città: le piogge sono dunque più abbondanti, gli inverni un po' più freddi e le estati più calde che nella vicina valle del Rodano.
La durata media del soleggiamento è prossima alle 2.100 ore all'anno, una media leggermente superiore a quella di Tolosa.
L'ambiente montagnoso, in questo caso dato dalle Prealpi del sud, induce a sua volta un fenomeno particolare: l'effetto föhn che porta ad innalzamenti anomali delle temperature fuori stagione. Questo fenomeno, spesso associato al vento del sud, può verificarsi tutti gli anni ma si riscontra soprattutto in autunno e in inverno, quando le depressioni sono più frequenti e vigorose. A seguito di queste condizioni climatiche sono stati registrati oltre 20 °C nel dicembre del 2000 e oltre 30 °C ad ottobre 2006. Nella data del 23 luglio 2009, durante uno di questi fenomeni eccezionali, a Le Versoud, nei pressi di Grenoble, è stata registrata una temperatura minima di 26,5 °C, mentre una minima notturna di 32 °C è stata registrata a Vizille, a sud-est dell'agglomerazione, segnando il record della notte più calda mai misurata nella Francia metropolitana.
Segue una tabella comparativa tra città effettuata con dati di Météo-France:
| Città                                                                               | Eliofania (ore/anno) | Pioggia (mm/anno) | Neve (giorni/anno) | Temporale (giorni/anno) | Nebbia (giorni/anno) |
| Media nazionale                                                                     | 1.973                | 770               | 14                 | 22                      | 40                   |
| Grenoble (Aeroporto Grenoble-Isère Archiviato il 3 marzo 2016 in Internet Archive.) | 2.066                | 934               | 17                 | 32                      | 28                   |
| Parigi                                                                              | 1.630                | 642               | 15                 | 19                      | 13                   |
| Nizza                                                                               | 2.668                | 767               | 1                  | 31                      | 1                    |
| Strasburgo                                                                          | 1.633                | 610               | 30                 | 29                      | 65                   |
| Brest                                                                               | 1.492                | 1.109             | 9                  | 11                      | 74                   |
| ----------------------------------------------------------------------------------- | -------------------- | ----------------- | ------------------ | ----------------------- | -------------------- |

La tabella seguente rappresenta le temperature e le precipitazioni misurate nel periodo 1981-2010 alla stazione meteorologica dell'Aeroporto di Grenoble Isère (dati Météo-France):
| Mese                  | Mesi  | Mesi  | Mesi  | Mesi | Mesi | Mesi | Mesi | Mesi | Mesi | Mesi | Mesi  | Mesi  | Stagioni | Stagioni | Stagioni | Stagioni | Anno  |
| Mese                  | Gen   | Feb   | Mar   | Apr  | Mag  | Giu  | Lug  | Ago  | Set  | Ott  | Nov   | Dic   | Inv      | Pri      | Est      | Aut      | Anno  |
| --------------------- | ----- | ----- | ----- | ---- | ---- | ---- | ---- | ---- | ---- | ---- | ----- | ----- | -------- | -------- | -------- | -------- | ----- |
| T. max. media (°C)    | 5,9   | 7,8   | 12,0  | 15,3 | 19,9 | 23,8 | 26,9 | 26,4 | 21,8 | 16,9 | 10,2  | 6,4   | 6,7      | 15,7     | 25,7     | 16,3     | 16,1  |
| T. media (°C)         | 2,3   | 3,7   | 5,0   | 9,8  | 14,4 | 17,9 | 20,5 | 20,2 | 16,3 | 12,3 | 6,4   | 3,1   | 3,0      | 9,7      | 19,5     | 11,7     | 11,0  |
| T. min. media (°C)    | −1,2  | −0,4  | 2,0   | 4,4  | 8,9  | 12,0 | 14,2 | 14,0 | 10,9 | 7,8  | 2,7   | −0,1  | −0,6     | 5,1      | 13,4     | 7,1      | 6,3   |
| T. max. assoluta (°C) | 16,5  | 20,7  | 25,3  | 28,0 | 31,3 | 37,0 | 38,3 | 39,5 | 33,6 | 28,1 | 24,8  | 19,5  | 20,7     | 31,3     | 39,5     | 33,6     | 39,5  |
| T. min. assoluta (°C) | −27,1 | −19,4 | −18,2 | −7,9 | −2,3 | 2,1  | 4,8  | 3,8  | −1,2 | −5,3 | −10,9 | −20,2 | −27,1    | −18,2    | 2,1      | −10,9    | −27,1 |
| Precipitazioni (mm)   | 61    | 52    | 66    | 83   | 104  | 75   | 59   | 67   | 106  | 106  | 87    | 67    | 180      | 253      | 201      | 299      | 933   |

Il clima di Grenoble città è decisamente diverso da quello del suo aeroporto, che si trova a circa 40 km a nord-ovest della città, nella val di Bièvre. Di fatto, la posizione strategica nel cuore dell'arco alpino dona alla città un clima più mite di qualche grado Celsius, variazioni di temperatura più importanti, un migliore irraggiamento e precipitazioni più abbondanti rispetto alla zona dell'aeroporto. Queste differenze sono evidenti nella tabella sottostante, che presenta le temperature medie e le massime rilevate alla stazione meteorologica di Grenoble - Saint Martin d'Hères nel periodo 1945-2012:
| Mese                  | Mesi  | Mesi  | Mesi  | Mesi | Mesi | Mesi | Mesi | Mesi | Mesi | Mesi | Mesi  | Mesi  | Stagioni | Stagioni | Stagioni | Stagioni | Anno  |
| Mese                  | Gen   | Feb   | Mar   | Apr  | Mag  | Giu  | Lug  | Ago  | Set  | Ott  | Nov   | Dic   | Inv      | Pri      | Est      | Aut      | Anno  |
| --------------------- | ----- | ----- | ----- | ---- | ---- | ---- | ---- | ---- | ---- | ---- | ----- | ----- | -------- | -------- | -------- | -------- | ----- |
| T. max. media (°C)    | 5,9   | 8,7   | 13,5  | 16,8 | 21,4 | 24,8 | 27,5 | 26,7 | 23,0 | 17,5 | 10,6  | 6,4   | 7,0      | 17,2     | 26,3     | 17,0     | 16,9  |
| T. media (°C)         | 2,2   | 4,2   | 7,9   | 13,7 | 15,4 | 18,7 | 21,0 | 20,4 | 17,2 | 12,4 | 6,6   | 2,9   | 3,1      | 12,3     | 20,0     | 12,1     | 11,9  |
| T. min. media (°C)    | −1,6  | −0,3  | 2,4   | 5,3  | 9,3  | 12,6 | 14,5 | 14,2 | 11,4 | 7,4  | 2,5   | −0,5  | −0,8     | 5,7      | 13,8     | 7,1      | 6,4   |
| T. max. assoluta (°C) | 20,1  | 23,4  | 27,7  | 31,6 | 35,4 | 37,4 | 39,4 | 39,5 | 34,0 | 31,8 | 25,2  | 22,9  | 23,4     | 35,4     | 39,5     | 34,0     | 39,5  |
| T. min. assoluta (°C) | −20,3 | −20,0 | −11,9 | −3,6 | −0,6 | 2,6  | 5,9  | 5,7  | 1,6  | −4,2 | −10,7 | −15,4 | −20,3    | −11,9    | 2,6      | −10,7    | −20,3 |

Due mesoclimi diversi coesistono nell'agglomerazione di Grenoble.
Il nord-ovest della città è direttamente influenzato dalla cluse dell'Isère  che favorisce l'inghiottimento del vento del nord tra i massicci del Vercors e della Chartreuse, creando un fenomeno chiamato "cannone sparaneve" (canon à neige in francese) da Météo-France che favorisce le precipitazioni nevose tra la stazione di Grenoble e Voreppe, come nel caso della nevicata del 28 ottobre 2012 che ha visto cadere varie decine di centimetri di neve nei pressi della stazione ferroviaria mentre nel centro storico, più a est, non cadde che qualche fiocco.
Viceversa, la zona est, il centro storico e la valle del Grésivaudan godono di un clima privilegiato grazie alle falesie calcaree della Chartreuse e alla buona esposizione solare. Questo territorio, che risulta maggiormente protetto dalle nevicate e dai venti freddi, è chiamato la "piccola Nizza". Il clima più mite si riflette nella presenza di specie mediterranee, quali la lavanda officinale (Lavandula angustifolia), l'acero minore (Acer monspessulanum), il leccio (Quercus ilex) e ancora nelle piante coltivate nei giardini, quali l'oleandro (Nerium oleander), il pino marittimo (Pinus pinaster), negli ulivi e nei palmizi che normalmente soffrirebbero per il freddo e le gelate.

## Storia

### Da borgo gallico a capitale del Delfinato

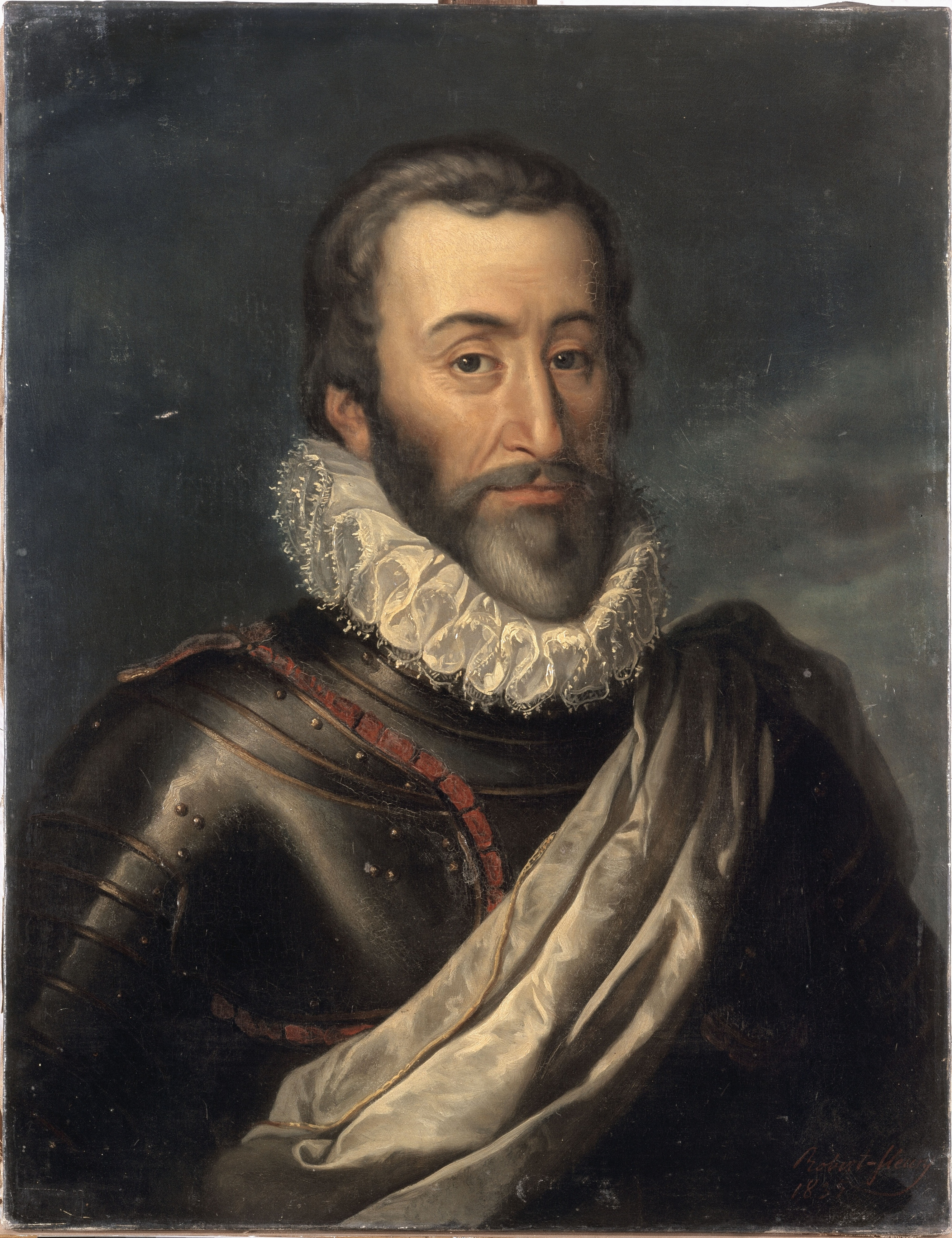
François de Bonne (1543 - 1626), duca di Lesdiguières

Il primo riferimento a Grenoble risale al 43 a. C..
Inizialmente semplice insediamento gallico (vicus) chiamato Cularo, costruito in posizione strategica lungo la via romana tra Vienne e l'Italia passando per il colle del Monginevro, il borgo venne fortificato sotto Diocleziano e Massimiano tra il 284 e il 293 d.C., diventando romano. Venne quindi riconosciuto capoluogo nel 379 con il nome di Gratianopolis, in onore dell'imperatore Graziano. Delle truppe vi stazionavano continuamente (Cohors I Flavia) e fu sede vescovile: la presenza di un vescovo, facente capo al vescovo Domnin de Grenoble, in seguito santificato, è attestata almeno dal 381 d.C..

Stemma del Delfinato

Bisogna attendere l'XI secolo per vedere l'importanza della città crescere considerevolmente, quando i conti d'Albon, futuri delfini del Viennois, la scelsero come capitale del loro stato, il futuro Delfinato.. Grenoble si trovò allora ad essere una capitale indipendente del Sacro Romano Impero.
I delfini successivi fondarono la storica università scomparsa nel 1338 e il Consiglio del Delfinato (Conseil delphinal) s'installò a Grenoble nel 1340. Durante la guerra dei cent'anni, la noblità del Delfinato partecipò ai conflitti contro l'Inghilterra e i suoi alleati.
Nel 1349, la città si trovò unita al regno di Francia in seguito al trasferimento (senza riscatto) del Delfinato alla Corona di Francia, e in questo modo Grenoble divenne capitale provinciale. La presenza tra il 1447 e il 1456 del delfino, nonché futuro Luigi XI, re di Francia, rinforzò lo statuto di "città parlamentare" con la creazione di un terzo parlamento di Francia.
La città divenne ugualmente sede di guarnigioni, vista la vicinanza della frontiera con il ducato di Savoia. Si affermò come principale città della Provincia. Durante le Grandi Guerre d'Italia, la nobiltà del Delfinato si distinse, in particolar modo sotto la guida del condottiero Pierre Terrail de Bayard, "il cavaliere senza macchia e senza paura".
Durante le guerre di religione francesi, massacri e distruzioni scossero e devastarono il Delfinato senza posa e Grenoble uscì indebolita dagli scontri. La situazione peggiorò fino alla vittoria finale di François de Bonne de Lesdiguières, che si impossessò di Grenoble nel 1590. Divenuto amministratore del Delfinato, il Lesdiguières modificò e ingrandì considerevolmente la capitale dando il via a una serie di opere di costruzione che saranno la prima generazione di fortificazioni della Bastiglia.

### Dal XVII secolo in poi

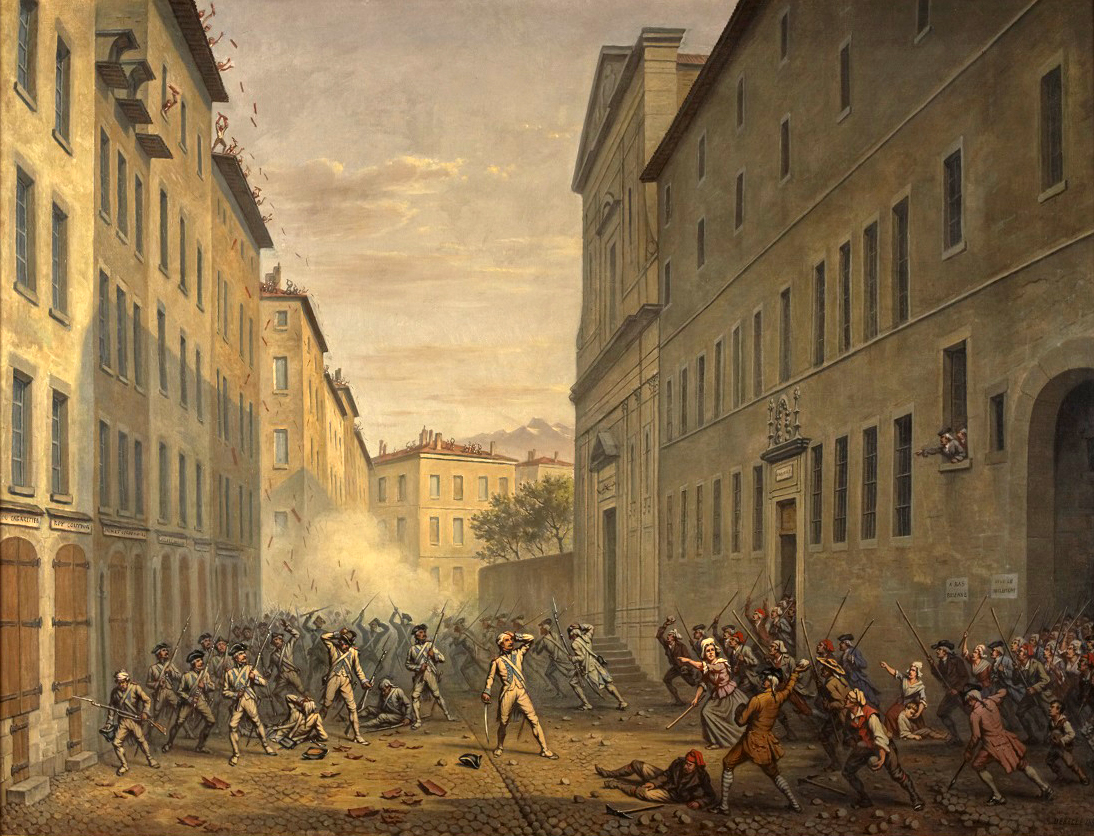
La giornata delle tegole, primi accenni della Rivoluzione (Museo della Rivoluzione francese).

Nel 1628 il cardinale Richelieu cancellò ogni indipendenza amministrativa della regione. Nel 1788, a difesa del parlamento locale dai decreti del ministro Brienne, vi ebbe luogo la Giornata delle tegole (Journée des Tuiles): la fatale concessione della convocazione degli Stati generali, da parte di Luigi XVI, avrebbe avuto luogo dopo che gli Stati provinciali del Delfinato avevano condizionato a tale concessione la fine dei disordini.
La fuga del Conte Salet, scappato dopo i primi accenni della Rivoluzione, provocò poi a Grenoble e a Vizille la sua divisione nei tre dipartimenti attuali.
Napoleone nel 1815 attraversò la regione accolto con grande esultanza a Grenoble e accese grandi entusiasmi nella popolazione e le truppe qui stanziate passarono sotto le sue bandiere. Il 6 luglio, però, L'Armata d'Italia, composta da austro-piemontesi e comandata dal generale Johann Maria Philipp Frimont fu protagonista a pochi giorni dalla disfatta napoleonica di Waterloo, avvenuta il 18 giugno, dell'episodio noto come battaglia di Grenoble.
Nella battaglia, una colonna di soldati guidata dal generale Alessandro Gifflenga si diresse verso la piazzaforte difesa da 70 cannoni, dove si erano arroccate le truppe fedeli a Napoleone. Alla periferia della città i francesi vennero sconfitti e furono indotti ad evacuare. La battaglia rappresentò il primo impiego bellico dei Carabinieri Reali, istituiti dal Re di Sardegna Vittorio Emanuele I di Savoia un anno prima, il 13 luglio 1814.

## Nell'Ottocento
Grenoble ebbe poi un notevole sviluppo con l'industrializzazione del XIX secolo.
Il generale François-Nicolas-Benoît Haxo trasformò la fortezza della Bastiglia di Grenoble, che assunse l'aspetto attuale tra il 1824 e il 1848. Sotto il Secondo Impero, la città assistette la costruzione delle prime linee ferroviarie e i primi treni giunsero nel 1858. L'anno successivo venne interessata da alluvioni importanti che devastarono l'area urbana.
Nel 1869 l'ingegnere Aristide Bergès ebbe un ruolo centrale nell'industrializzazione della città e nella costruzione della prima centrale idroelettrica. Con l'avvento delle cartiere ci fu lo sviluppo economico di Grenoble e della valle Grésivaudan.
Il 4 agosto 1897 venne inaugurata una fontana di bronzo e pietra in Place Notre-Dame, ad opera dello scultore Henri Ding, per commemorare gli eventi pre-rivoluzionari del 1788.

## Nel Novecento
La Prima guerra mondiale provocò una nuova industrializzazione a Grenoble, poiché per sostenere lo sforzo bellico, nuove industrie idroelettriche si svilupparono lungo i vari fiumi della regione, mentre diverse ditte si convertirono al settore degli armamenti. Furono edificate nell'area circostante anche fabbriche elettrochimiche. Questo nuovo sviluppo creò un'ondata migratoria anche di stranieri, in particolare di lavoratori italiani, che si stabilirono nel quartiere di Saint-Laurent.
Lo sviluppo industriale fu messo in evidenza dall'Esposizione universale di energia idroelettrica e turismo del 1925, visitata da oltre un milione di persone. L'evento costrinse la demolizione delle mura cittadine e l'espansione urbana a sud. Nel 1926 il sito della mostra divenne un parco pubblico, intitolato al sindaco Paul Mistral morto nel 1932. L'unico edificio di questa mostra rimasto nel parco è la fatiscente Tour Perret, che venne poi chiusa al pubblico nel 1960 a causa del suo pessimo stato di manutenzione.
Durante la seconda guerra mondiale, nella battaglia delle Alpi, l'invasione nazista fu fermata vicino a Grenoble a Voreppe dalle forze del generale Cartier nel giugno 1940. Le forze francesi resistettero fino all'armistizio con l'Asse. Grenoble faceva quindi parte del nuovo Stato francese collaborazionista, prima dell'occupazione italiana dal 1942 al 1943. La relativa misericordia degli occupanti italiani verso le popolazioni ebraiche provocò un numero significativo di spostamenti di profughi in questa regione dalla Francia sotto diretto controllo tedesco.
Grenoble fu un attivo centro della Resistenza, rappresentata da figure come Eugène Chavant, Léon Martin e Marie Reynoard. La stessa Università di Grenoble sostenne operazioni clandestine e fornì documenti falsi. Ma, nel settembre 1943, in seguito all'armistizio italiano, la città venne occupata dalle truppe tedesche, che intensificarono la repressione del movimento partigiano. L'11 novembre 1943, l'anniversario dell'armistizio del 1918), si tennero scioperi e manifestazioni davanti alla sede del comando collaborazionista e, in risposta, gli occupanti arrestarono circa 400 manifestanti. Due giorni dopo, i partigiani fecero esplodere il Poligono di tiro, scioccando gli occupanti che dovettero intensificare la repressione. Il 25 novembre 1943 le truppe occupanti uccisero 11 membri della Resistenza locale, questo violento giro di vite venne chiamato "San Bartolomeo di Grenoble". Per questi eventi, la città venne designata dalla Francia libera "capitale dei Maquis" dalle antenne della BBC.
Dopo lo sbarco in Normandia, le operazioni di sabotaggio raggiunsero il culmine, con numerosi attacchi che ostacolarono considerevolmente l'attività delle truppe tedesche. Con lo sbarco in Provenza, le truppe tedesche evacuarono la città il 22 agosto 1944. Il generale Charles de Gaulle arrivò a Grenoble il 5 novembre 1944 e conferì alla città la Compagnon de la Libération per riconoscere "una città eroica al culmine di la resistenza francese e il combattimento per la liberazione".
Nel 1955, il futuro premio Nobel per la fisica Louis Néel creò il Centro di studi nucleari di Grenoble (CENG), dando vita al modello di Grenoble, una combinazione di ricerca e industria. La prima pietra fu posata nel dicembre 1956.

Nel 1968 Grenoble ospitò i X Giochi olimpici invernali. Questo evento contribuì a modernizzare la città con lo sviluppo di infrastrutture come un aeroporto, autostrade, un nuovo municipio e una nuova stazione ferroviaria.

## Monumenti e luoghi d'interesse

### Architetture religiose
- Cattedrale di Notre-Dame, costruita dal secolo XI al XV in forme romanico-gotiche.
- Collegiata di Sant'Andrea, chiesa gotica del 1220-1236 costruita come cappella del castello dei Delfini, ha una torre gotica del 1298 e contiene il monumento funebre del Bayard detto il "cavaliere senza macchia e senza paura".

### Architetture civili
- Torre Perret

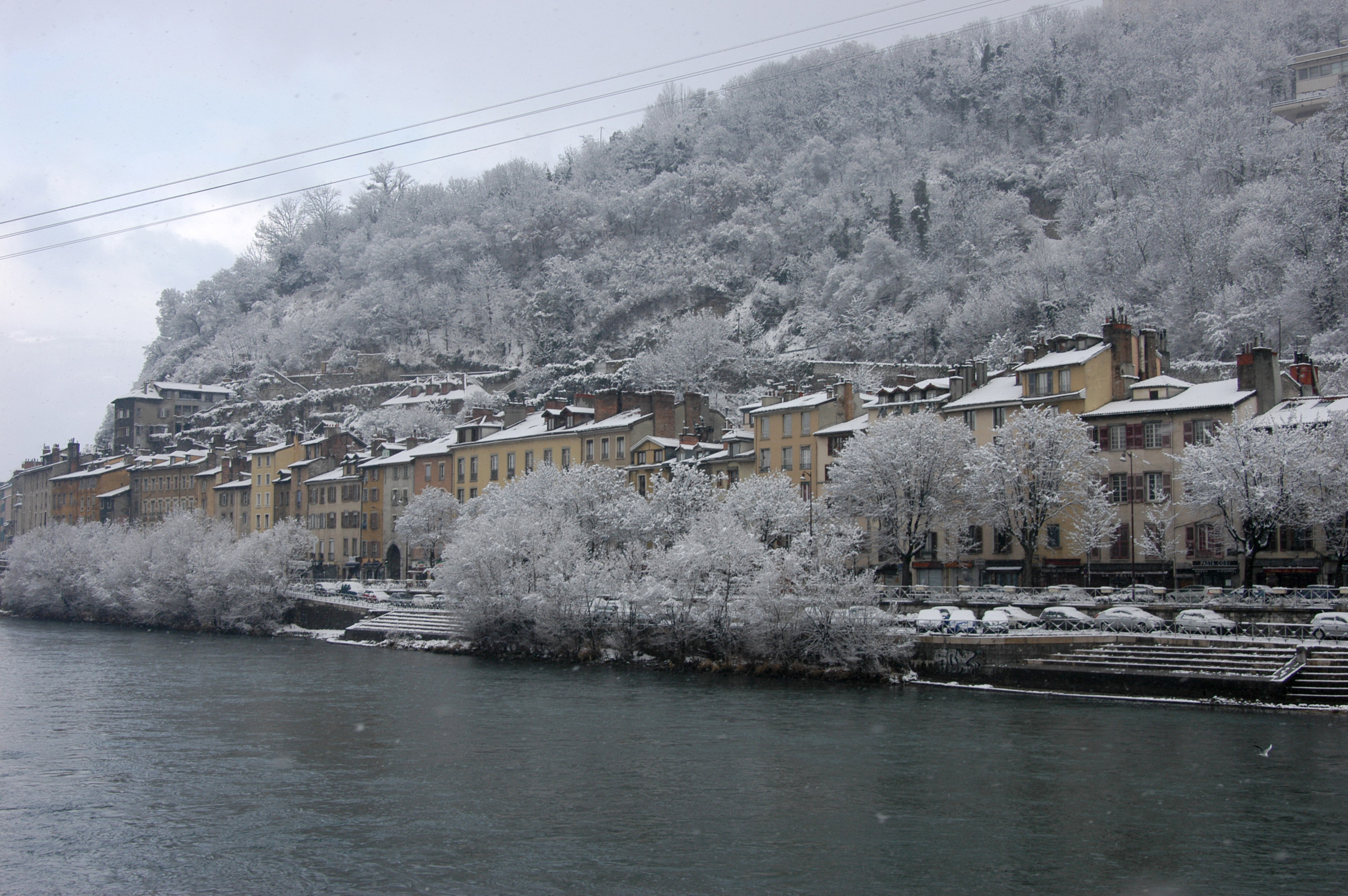
Quartiere Saint-Laurent, il quartiere "Italiano" della città

- Place Grenette e Jardin de Ville: la piazza è il centro della città e a nord di essa si apre il Giardino civico che è uno stupendo parco di un antico castello oggi conservato solo parzialmente e sede casa della International.
- Grande Rue strada fiancheggiata da belle case antiche.
- Palazzo del Parlamento del Delfinato dei secoli XV-XVI vanta una splendida facciata rinascimentale e la "Sala storica" con le pareti intagliate in legno.

### Architetture militari
- Fortezza della Bastiglia (Fort de la Bastille), forte raggiungibile in funivia dal quale si può ammirare il più bel panorama della città.

### Altro
- Giardini e parchi di cui Grenoble è molto ricca, fra questi il Jardin des Dauphins, il Parc Guy Pape, entrambi con vista sulle antiche mura, il Parc Mistral con la torre Perret alta 87 metri dalla cui sommità si ha una ampia veduta sulla città.
- Glénat, casa editrice francese fondata da Jacques Glénat nel 1972.

## Società

### Etnie e minoranze straniere
Circa il 25% degli abitanti (che si chiamano Grenoblois) è di origine italiana (in particolar modo siciliani e pugliesi). Nel 1931 gli italiani a Grenoble erano circa 12 000 – il 15% circa della popolazione e quasi i 2/3 degli immigrati – di cui circa 2 500 provenienti da Corato, nella città metropolitana di Bari, e circa 800 da Sommatino, un piccolo borgo rurale e minerario nel libero consorzio comunale di Caltanissetta. La seconda guerra mondiale, e il periodo precedente, segnarono una diminuzione netta dei flussi: nel 1946 gli stranieri a Grenoble erano 10 200 circa – l'8% della popolazione – e gli italiani circa 5 500. Subito dopo il conflitto, tuttavia ripresero e restarono consistenti per circa un ventennio. Nel 1975 gli italiani erano ancora il gruppo straniero più numeroso a Grenoble e in Isère.

## Cultura

### Istruzione
La città è sede dell'Università di Grenoble-Alpes e della Grenoble École de management. Nel Polygone scientifique vi si trova un importante polo di ricerca fisica comprendente lo European synchrotron radiation facility (ESRF), l'Institut Laue-Langevin (ILL) e una delle sedi dello European Molecular Biology Laboratory (EMBL). Le industrie high tech partecipano anche alla rinomanza della città: Grenoble è il secondo centro scientifico francese (con ventimila scienziati) ed il maggior polo europeo nell'ambito delle nanotecnologia con il centro Minatec.

### Ricerca

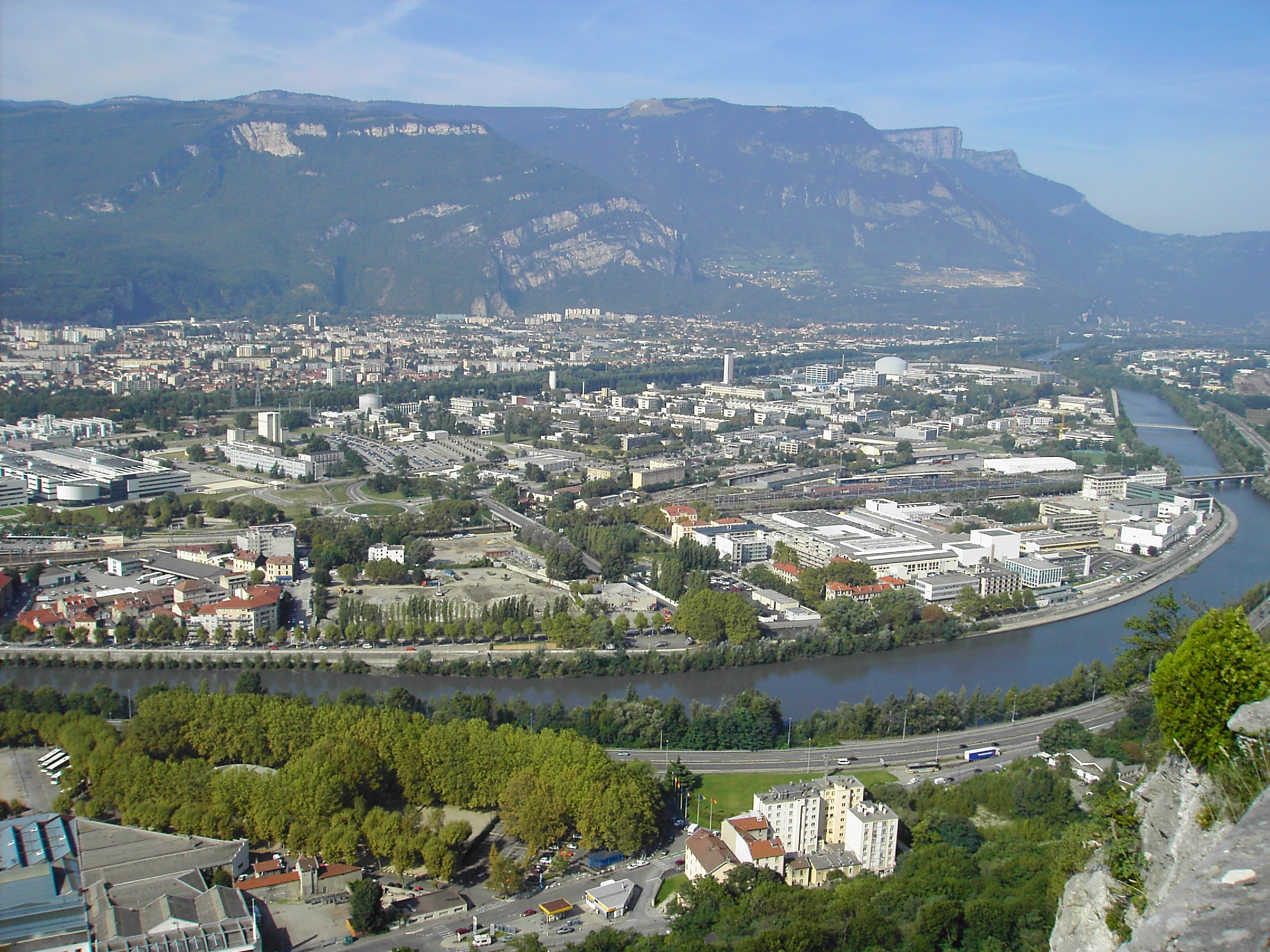
Veduta panoramica del Polygone scientifique di Grenoble nel 2008

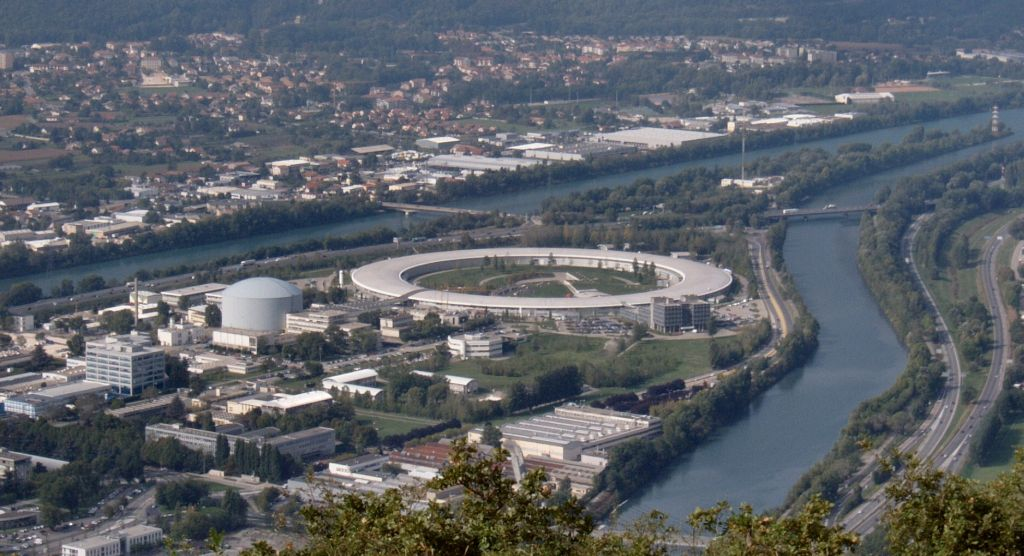
European synchrotron radiation facility

- Grenoble Innovation for Advanced New Technologies (GIANT)
- Centre national de la recherche scientifique (CNRS)
- CEA Grenoble
- Institut Laue-Langevin (ILL)
- Institut de radioastronomie millimétrique (IRS)
- European Molecular Biology Laboratory (EMBL)
- European synchrotron radiation facility (ESRF)
- Atelier de recherche et de conservation Nucléart (ARC-Nucléart)
- Laboratoire d'électronique et de technologie de l'information (LETI)
- Laboratoire d'innovation pour les technologies des énergies nouvelles et les nanomatériaux (LITEN)
- Clinatec
- Minatec
- STMicroelectronics
- Institut de biologie structurale (IBS)
- Laboratoire de physique subatomique et de cosmologie de Grenoble (LPSC)
- Schneider Electric
- BioMérieux
- Institut Néel
- Laboratoire national des champs magnétiques intenses (LNCMI)
- Biomax
- Grenoble École de management (GEM)
- GreEn-ER
- CORYS
- Laboratoire d'informatique de Grenoble (LIG)
- NanoBio
- Institut polytechnique de Grenoble (Grenoble INP)
- École nationale supérieure de physique, électronique, matériaux (Grenoble INP - Phelma)
- Cité scolaire internationale Europole de Grenoble
- École polytechnique de l'université Grenoble-Alpes
- Grenoble-Institut des neurosciences
- Institute for Advanced Biosciences

### Musei
- Museo di Grenoble, il museo che accoglie, e arricchisce sempre, una delle maggiori collezioni di opere di pittori francesi di tutti i tempi dai più antichi ai più moderni, ma anche di pittori italiani.
- CCSTI di Grenoble

### Arte
- Il Centre National d'Art Contemporain ha sede in un edificio industriale progettato nel 1900 da Gustave Eiffel, il costruttore della celebre torre omonima di Parigi.

### Cucina

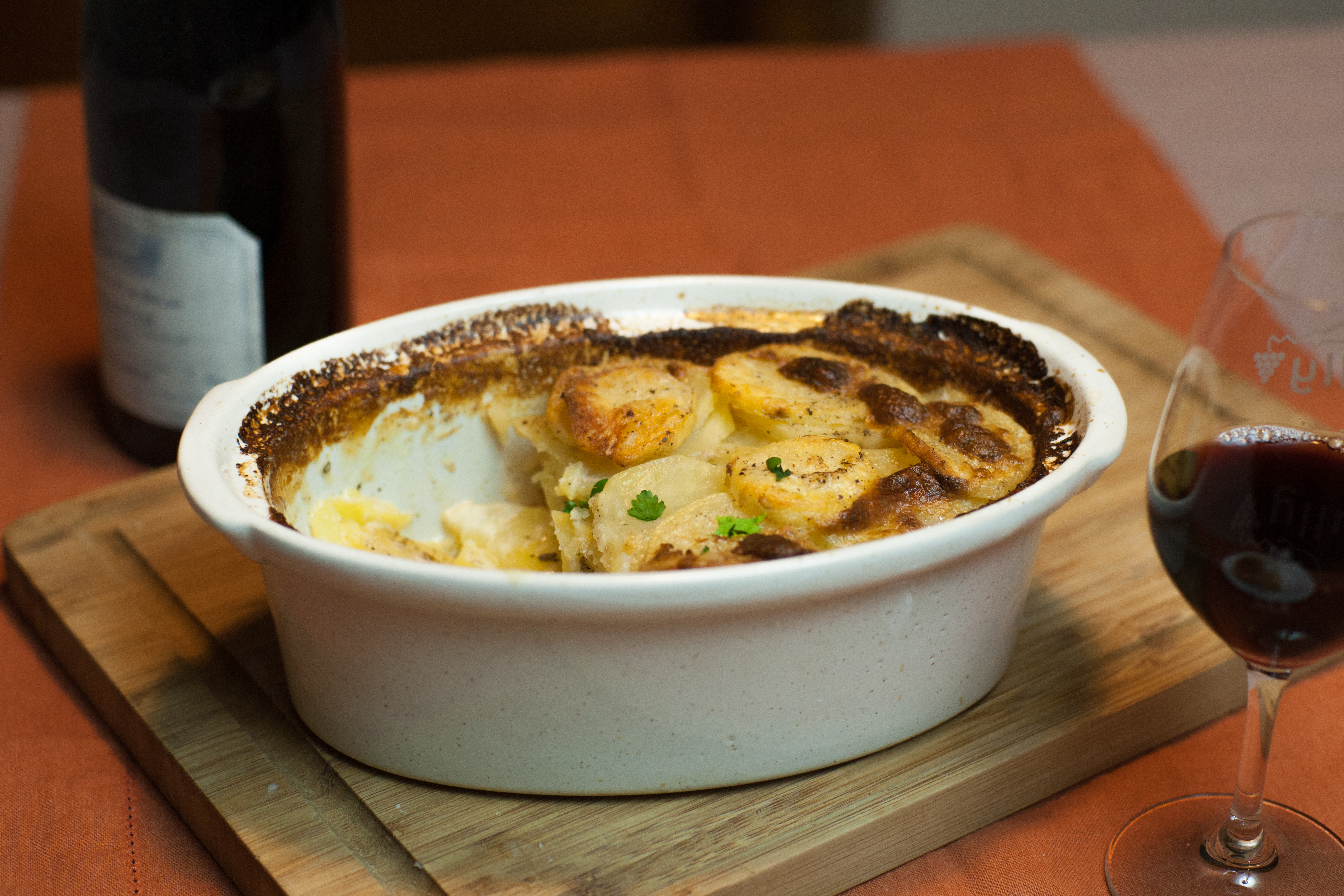
Il gratin dauphinois

La cucina tipica di Grenoble presenta alcuni elementi caratteristici della cucina del Delfinato.
Nella zona è diffusa e rinomata la produzione di noci, note come noci di Grenoble, primo frutto AOC francese, con le quali si realizza la torta di noci di Grenoble, vino, liquore, dolci, caramelle, cioccolati, olio, in guarnizione per insalate o pizze.
Le noci sono il simbolo della cucina grenoblese, insieme al gratin dauphinois.
Specialità regionali sono vari piatti a base di crostacei, soprattutto gamberi e gamberetti: le specie locali soccombenti e in via d'estinzione, quali i gamberi di fiume Austropotamobius pallipes e Astacus astacus, vittime dell'inquinamento e dell'ipersfruttamento, sono sempre più soppiantate dai crostacei alloctoni introdotti dall'uomo, turchi (Astacus leptodactylus) e americani (Orconectes limosus), nella preparazione del pollo ai gamberi, del piccione ai gamberetti, del gratin di code di gambero e della quiche ai gamberetti. 
Altre specialità sono la "zuppa dell'envers" e il maiale in fricassea, e altre novità dovute all'immigrazione italiana come la pizza aux ravioles (raviolini del Royans al formaggio) o la pizza grenobloise (noci, Blu di Sassenage,...).

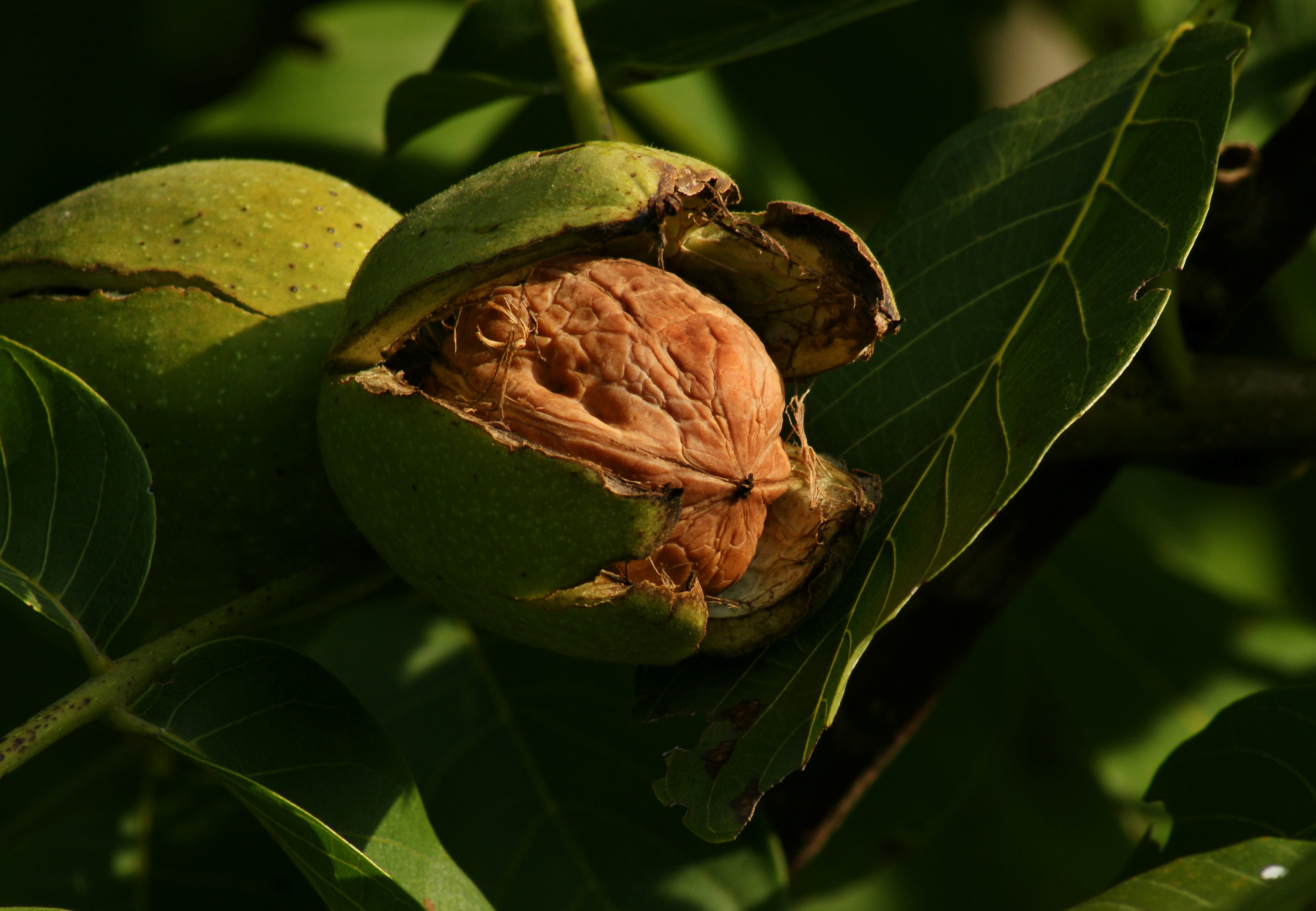
La noce di Grenoble

Il vicino comune di Sassenage è celebre per il formaggio locale Blu del Vercors a pasta erborinata, così come il circondario di Voiron, noto per i plum-cake e la cioccolata, ha dato il nome ad una ricetta tradizionale: le coste di bietola alla voironnaise.
Nell'area si producono varie birre aromatizzate (al miele, alle noci, alla liquirizia, ecc.) che prendono il nome dal celebre contrabbandiere Louis Mandrin, le birra di marca Mandrin, oltre a diverse birrerie locali.
La regione produce inoltre tre celebri liquori: la Charteuse dei monaci certosini, verde o gialla, il genepì, la genziana.
L'Antésite a base di liquirizia, è una bevanda dissetante, inventata per combattere l'alcolismo.
La città è stata sede degli stabilimenti industriali dello sciroppo Teisseire nel 1720, del pastificio Lustucru nel 1824, del biscottificio Brun nel 1883 ed ancora della cioccolateria Cémoi nel 1920.
A Grenoble non si trova nessun ristorante stellato della Guida Michelin, tuttavia nei pressi della città, a Uriage-les-Bains si trova il ristorante Grand Hôtel, due stelle Michelin.
Il comune si trova al centro di diverse zone d'origine designate dall'Institut national de l'origine et de la qualité (INAO): l'AOC-AOP Noce di Grenoble, l'IGP Emmental francese centro-orientale (etichettato anche Label rouge), l'IGP Isère bianco, rosé e rosso.
Nel comune di Grenoble, la produzione di vino è in via di ripresa sulle pendenze della Bastiglia, oltre alla produzione intorno al comune di Saint Ismier.

## Geografia antropica

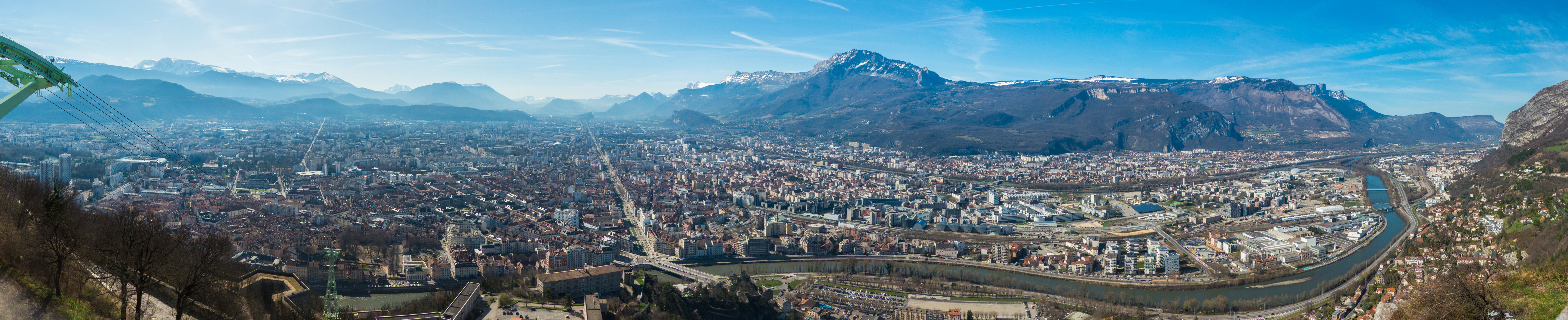
Grenoble vista da La Bastille

Grenoble e i comuni limitrofi

Grenoble è il capoluogo della Metropoli di Grenoble-Alpi che comprendi anche i seguenti comuni: Bresson, Brié-et-Angonnes, Champ-sur-Drac, Champagnier, Claix, Corenc, Domène, Échirolles, Eybens, Fontaine, le Fontanil-Cornillon, Gières, Herbeys, Jarrie, La Tronche, Le Gua, Meylan, Miribel-Lanchâtre, Mont-Saint-Martin, Montchaboud, Murianette, Notre-Dame-de-Commiers, Notre-Dame-de-Mésage, Noyarey, Poisat, Le Pont-de-Claix, Proveysieux, Quaix-en-Chartreuse, Saint-Barthélemy-de-Séchilienne, Saint-Égrève, Saint-Georges-de-Commiers, Saint-Martin-d'Hères, Saint-Martin-le-Vinoux, Saint-Paul-de-Varces, Saint-Pierre-de-Mésage, Le Sappey-en-Chartreuse, Sarcenas Sassenage, Séchilienne, Seyssinet-Pariset, Seyssins, Varces-Allières-et-Risset, Vaulnaveys-le-Bas, Vaulnaveys-le-Haut, Venon, Veurey-Voroize, Vif e Vizille.
Questo EPCI a fiscalità propria è nato il 1º gennaio 2015, sostituendo la preesistente comunità d'agglomerazione, in ottemperanza alla legge di riforma delle collettività territoriali del 2010 ripresa dalla legge 27 gennaio 2014 di ammodernamento degli atti pubblici territoriali e dell'attuazione delle metropoli.
I comuni limitrofi a Grenoble sono 10 di quelli che compongono La Métro: Saint Martin d'Hères, Eybens, Échirolles, Seyssins, Seyssinet-Pariset, Fontaine, Sassenage, Saint-Égrève, Saint Martin le Vinoux e La Tronche.
La città si suddivide in 6 cantoni, parte insieme agli altri degli altri comuni dell'Arrondissement di Grenoble.

## Infrastrutture e trasporti

### Strade
La città è raggiunta dalle autostrade A41 (da Grenoble al confine con la Svizzera), A48 (da Grenoble verso Lione ed anche verso il sud via l'autostrada A49) e A51 (da Grenoble verso il sud della Francia e Marsiglia). In prossimità del centro abitato la A41 e la A51 sono collegate dalla Rocade Sud ("tangenziale sud"), e la A48 è collegata alla A51 tramite la A480, che rappresenta la tangenziale ovest. Inoltre è in progetto la Rocade Nord ("tangenziale nord") tra la A48 e la A41, che potrebbe essere realizzata nel 2014.

### Ferrovie
Grenoble è attrezzata di una stazione TGV, 4 linee tranviarie, 25 linee d'autobus e 4 linee d'autobus notturne. La qualità dei trasporti urbani è esemplare, in termini di rispetto degli orari, età del materiale rotabile e pulizia dei convogli.

### Aeroporti
L'Aeroporto di Grenoble-Isère (Codice IATA: GNB) si trova vicino a Grenoble. L'aeroporto dispone di un solo terminale con servizi aeroportuali (es. ufficio di cambio). L'autonoleggio si trova presso l'aeroporto (es. Avis, Europcar, Hertz, National). Degli autubus garantiscono il servizio pubblico da/per l'aeroporto (Aeroporto di Grenoble – Lyon Part Dieu, Aeroporto di Grenoble – Grenoble stazione degli autobus e stazione ferroviaria).

### Mobilità urbana

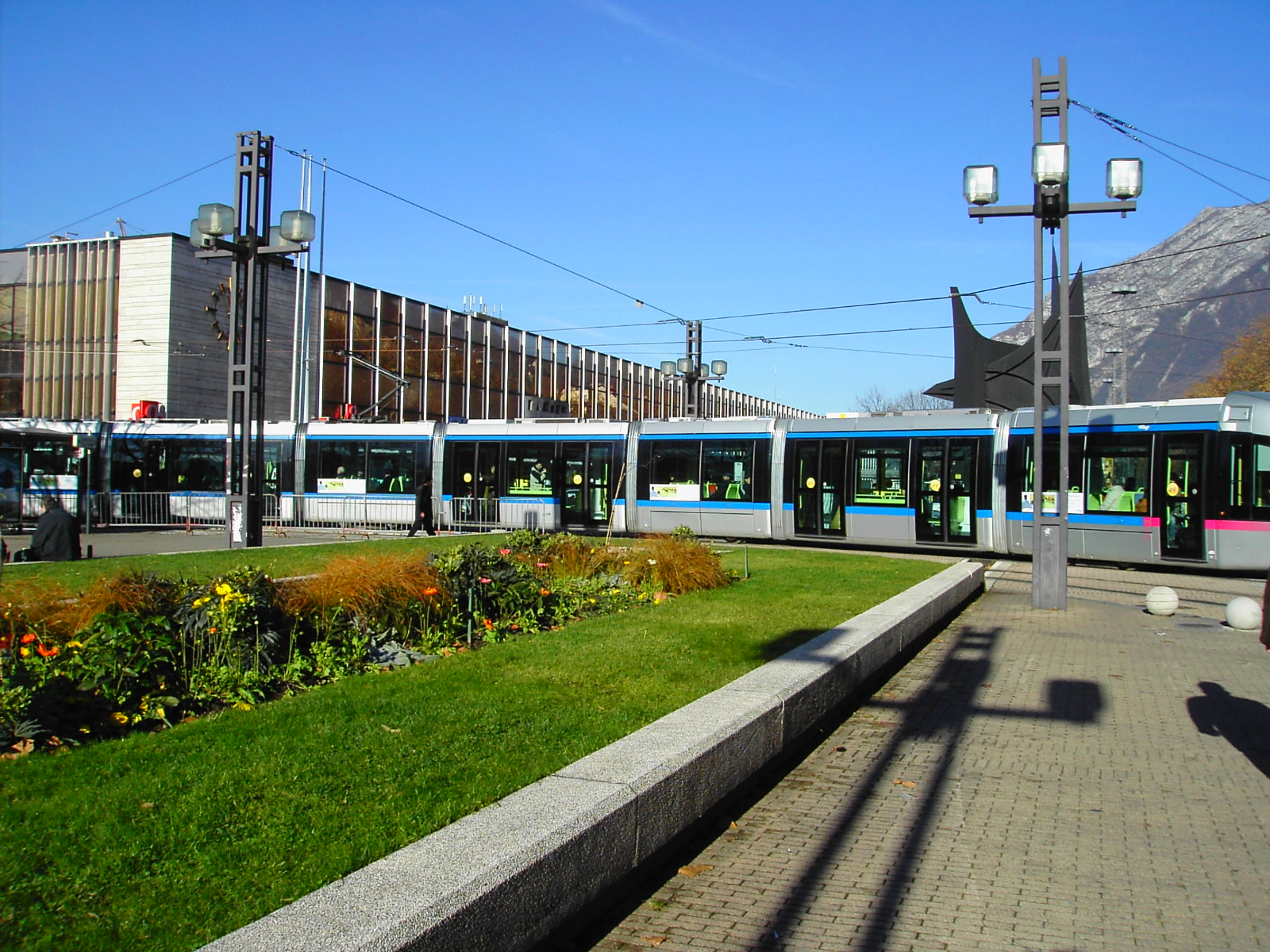
Stazione di Grenoble e tranvia

## Amministrazione

### Cantoni
Fino alla riforma del 2014, il territorio comunale della città di Grenoble era ripartito in 6 cantoni:
- Cantone di Grenoble-1
- Cantone di Grenoble-2
- Cantone di Grenoble-3
- Cantone di Grenoble-4
- Cantone di Grenoble-5
- Cantone di Grenoble-6

ciascuno comprendente una parte della città. Nessun altro comune vi era compreso.
A seguito della riforma approvata con decreto del 18 febbraio 2014, che ha avuto attuazione dopo le elezioni dipartimentali del 2015, il territorio comunale della città di Grenoble è stato ripartito in 4 cantoni:
- Cantone di Grenoble-1: comprende parte della città di Grenoble
- Cantone di Grenoble-2: comprende parte della città di Grenoble e i 7 comuni di:
  - Fontanil-Cornillon
  - Mont-Saint-Martin
  - Proveysieux
  - Quaix-en-Chartreuse
  - Saint-Égrève
  - Saint-Martin-le-Vinoux
  - Sarcenas
- Cantone di Grenoble-3: comprende parte della città di Grenoble
- Cantone di Grenoble-4: comprende parte della città di Grenoble

### Gemellaggi
- Catania, dal 1961
- Innsbruck, dal 1963
- Essen, dal 1976
- Halle, dal 1976
- Chișinău, dal 1977[35]
- Oxford, dal 1984
- Rehovot, dal 1984
- Phoenix, dal 1990
- Stendal, dal 1992
- Pécs, dal 1992
- Betlemme, dal 1995
- Kaunas, dal 1997
- Sfax, dal 1998
- Suzhou, dal 1998
- Costantina, dal 1999
- Ouagadougou, dal 1999
- Corato, dal 2002

## Sport
Grenoble è particolarmente nota per gli sport invernali. Oltre ad aver accolto i Giochi olimpici invernali nel 1968, a volo d'uccello è molto vicina a varie stazioni sciistiche: si trova infatti a 14 km dalla stazione di sci di Chamrousse, a soli 30 minuti di distanza in auto, e a 16 km da quella di Les Sept Laux, a 17 km da Villard-de-Lans, a 25 km dall'Alpe d'Huez, ossia a poco più di un'ora di distanza dalla città in auto, a 35 km da Les Deux Alpes e a 48 km da La Grave. Su strada queste distanze sono all'incirca il doppio.
Il 22 marzo 1997 la Nazionale Italiana di rugby sconfisse quella francese. 
A Grenoble nacque André Rene Roussimoff, più noto come André the Giant, celeberrimo wrestler e attore.